# 產品層次
產品層次是行銷學上將產品的本質區分成三個層次，以探討消費者對產品的感覺，以及如何進一步刺激消費者消費的改進方向。產品層次僅為一概念，提供新產品開發與行銷的發展方向，但實際上，是很難具體評估三個層次的影響程度的。

## 產品三層次

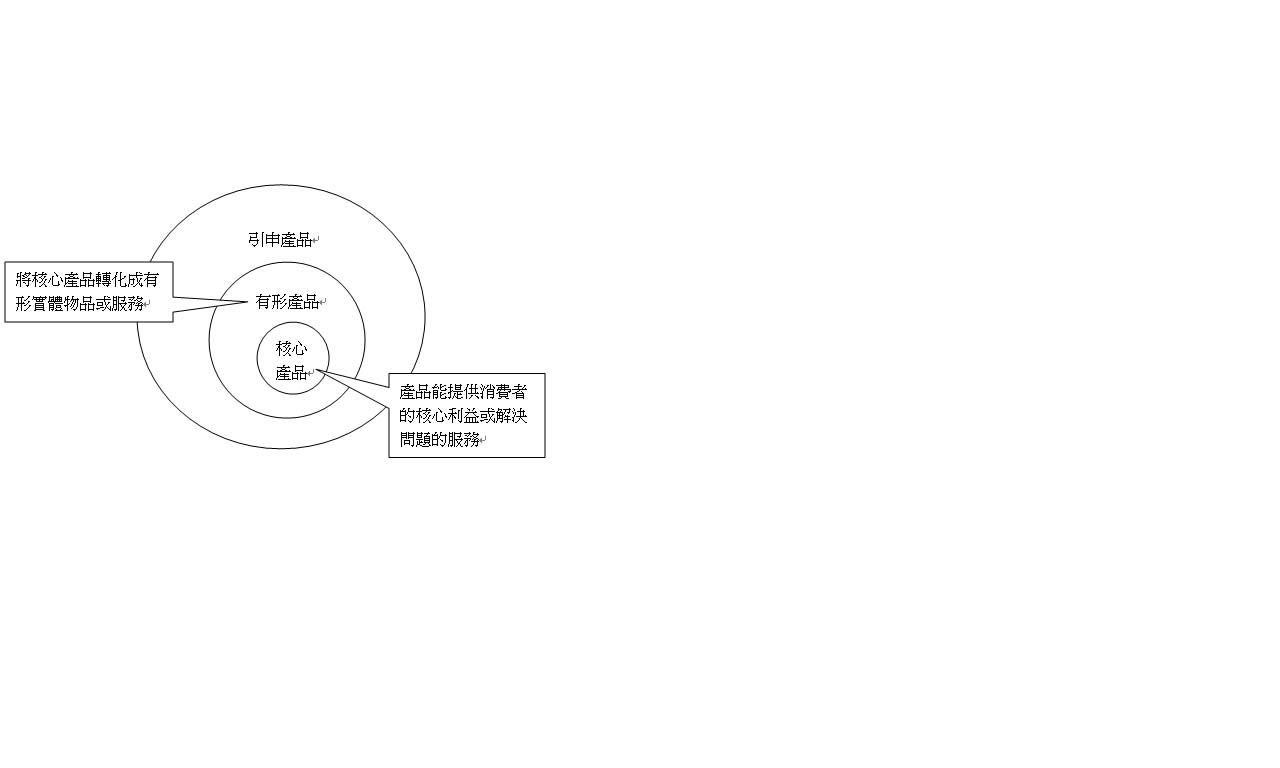
產品層次圖示

### 核心產品（core product）
係指產品能提供消費者的核心利益（benefits），或解決問題的服務，即：消費者真正需要的是什麼？行銷人員應該找出隱藏在產品表面下的真正需求，針對它賣出核心利益，而不是產品特性（features）。

### 有形產品（actual product）
係指將核心產品轉化為有形實體物品或服務。有形產品（基本產品）通常具有五種特徵：品質水準、產品特性、品牌名稱、形式、包裝。

### 引申產品（augmented product）
係指廠商能提供消費者在實體商品之外更多的服務與利益，例如：免費安裝、檢修服務等。這項觀念使企業行銷人員必須考慮消費者的整體消費系統（consumption system），提供超乎消費者預期的服務，給予完整的滿足感，藉以提高消費者的滿意度及再購率。